# Michael Franz Josef Müller
Michael Franz Josef Müller (auch Franz Joseph Müller; * 4. Oktober 1762 in Trier; † 26. Oktober 1848 ebenda) war ein deutscher Richter und Historiker.

## Leben
Müller war Sohn des Kaufmanns Thomas Müller. Er studierte an der Universität Trier zunächst ab 1779 Philosophie und wurde 1781 Magister. Anschließend widmete er sich dem Studium der Theologie und der Rechtswissenschaft an der Trierer Hochschule. Er stand insbesondere unter dem Einfluss von Johann Nikolaus von Hontheim und dem Rechtswissenschaftler Peter Anton Freiherr von Frank. Nach einem Praxisjahr in der Verwaltung in Pfalzel wechselte er 1787 an die Universität Mainz, um dort bis 1788 weiter Rechtswissenschaft und Kameralistik zu studieren. Seine Bewerbung als Lehrer an der Hochschule in Trier wurde vom dortigen kurfürstlichen Hof 1789 abgelehnt.
Müller wurde 1789 oder 1791 von Abt Emmanuel Limpach zum Hochgerichtsschöffen der Reichsabtei Echternach ernannt. 1792 wurde er außerdem Deputierter der Landstände des Herzogtum Luxemburg für die Stadt Echternach. Echternach wurde 1795 unter französische Herrschaft gestellt. Spätestens 1797 war Müller Friedensrichter für den Kanton Echternach, bevor er 1812 zum Staatsprokurator ernannt wurde. Er wurde nach Ende der Herrschaft Napoleons durch Justus Gruner als Rat an das Appellationsgericht Trier berufen. Als das Gericht 1814 nach Köln verlegt wurde, blieb Müller auf eigenen Wunsch in Trier. 1820 erhielt er dort eine Stelle als Rat am Landgericht Trier. 1827 trat er in den Ruhestand.
Müller interessierte sich für Geographie, Meteorologie, Bevölkerungsstatistik, Staatsverfassung und Religion. Auf diesen Gebieten trat er auch mit Publikationen hervor. Mit dem freundschaftlich verbundenen Johann Hugo Wyttenbach bemühte er sich um die Volksbildung.
Seit Dezember 1822 war er Mitglied der Académie royale de Bruxelles.
Sanderad Müller war sein Bruder.

## Werke (Auswahl)
- Meteorologische Tafeln vom zehnten Jahr der fränkischen Republik, Hetzrodt, Trier 1802.
- Abhandlung über die jährlich am Pfingstdinstage in dem Städtchen Echternach Herzogthum Luxemburg gewöhnliche Prozession der sogenannten Springenden Heiligen, Leistenschneider, Trier 1815.
- Das Denkmal der Diana im Kanton Echternach, Departement Waldungen, Hetzrodt, Trier 1815.
- Beiträge zur Kenntniß des National-Charakters, der Sitten, Gebräuchen, Sprache, Künsten und Wissenschaften, der Trierer und der benachbarten Provinzen, in ältesten, vorzüglich aber mittlern und neuern Zeiten, Rodt, Trier 1817.
- Ueber die Natur der Grundgüter in dem Herzogthum Luxemburg, vorzüglich in dem deutschen Quartier, einige historisch-juristische Bemerkungen , Trier 1824.
- Das Geschichtliche des Kur-Trierischen Landrechts, Rodt, Trier 1824.
- Alphabetische Anzeige verschiedener Rechte und Gewohnheiten des Herzogtums Luxemburg, und der Grafschaft Chiny vor derselben Vereinigung mit der Franken-Republik, Rodt, Trier 1825.
- mit Johann Hugo Wyttenbach: Gesta Trevirorum. 3 Bände, Lintz, Trier 1836–1839.
- Über das von Kaiser Max dem I bey Ausfertigung der Urkunden zu deren Beglaubigung gebrauchte Monogramma einige diplomatische Bemerkungen, Trier, o. J.